# Gaaibollen
Gaaibollen is een oude volkssport die nog voorkomt in Vlaanderen en Zeeuws-Vlaanderen. Het spel lijkt een beetje een kruising tussen krulbollen en schieten op de liggende wip. Er wordt gerold met een bol die lijkt op die van het krulbolspel over een baan van 15 tot 20 meter lengte. Door met grote kracht de bol recht tegen een gaai aan te rollen zal deze omver vallen. Hiermee verdient men punten. Afhankelijk van de plaats op de baan levert een gaai meer of minder punten op. De hoofdvogel is in het midden van de baan geplaatst.

## Spel en materiaal

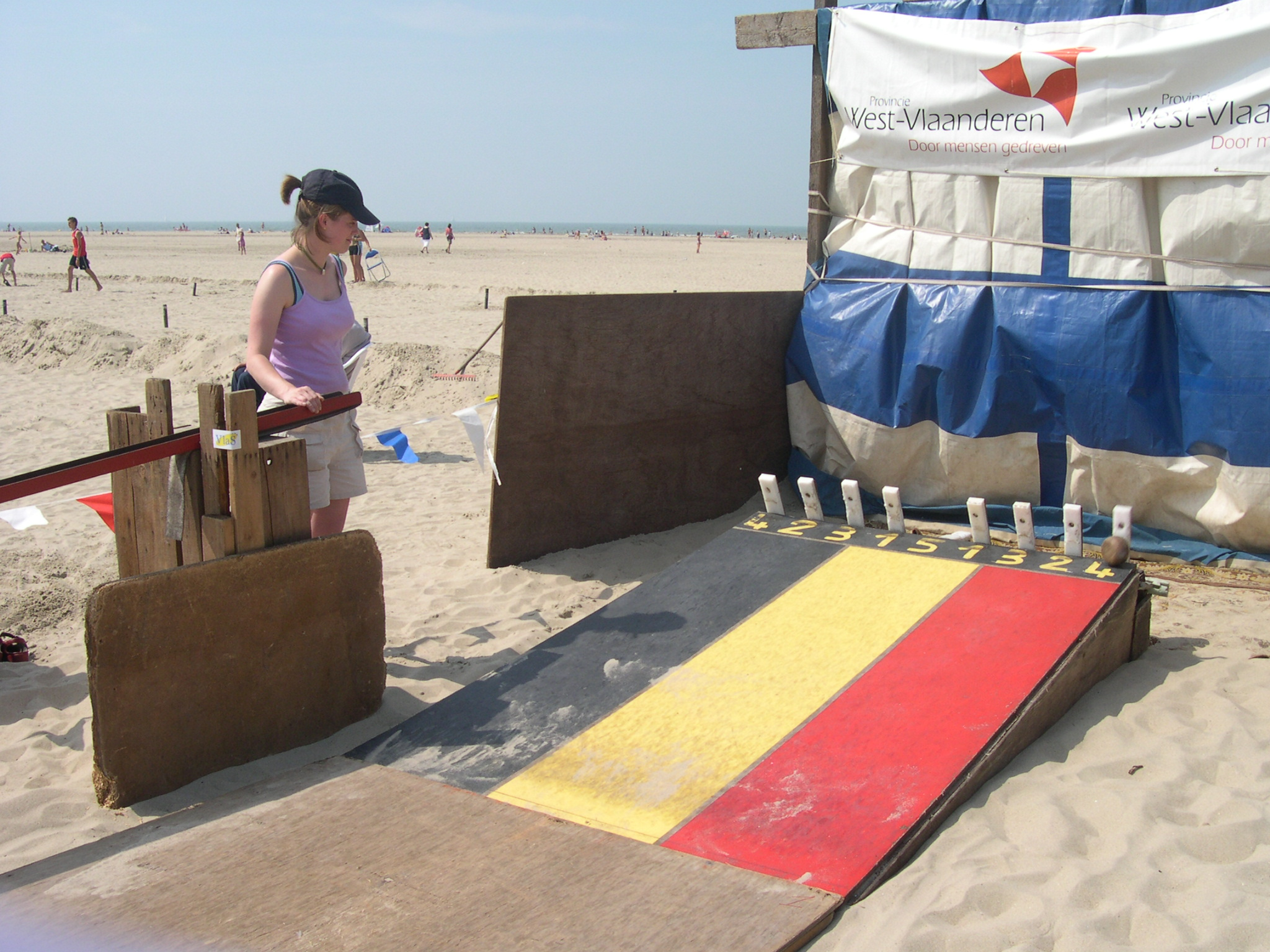
Berd met gaaien

De gaaibol is een schijfvormige bol met een diameter van 9 cm en een dikte van 7 cm. Vanaf 15 meter afstand bolt men naar negen houten klossen. Voor jeugd tot 14 jaar wordt er vanaf 13 meter gebold. Deze klossen worden gaaien genoemd. Vroeger werden de klossen immers op metalen pinnen geplaatst zoals bij het wipschieten (staande wip of liggende wip). Als er een bol wordt tegen gerold, klappen de gaaien neer. De gaaien meten 18 op 7 cm en zijn met een scharnier vastgemaakt op een schuinlopend vlak of 'berd'. Dit berd kan zowel uit hout als uit ijzer gemaakt zijn.

## Spelregels
Een speler beschikt over zes bollen, waarmee hij of zij probeert zo veel mogelijk gaaien om te rollen. Elke gaai is een ander aantal punten waard. Bij prijskampen is het maximumaantal punten dat kan behaald worden 25 (4-2-3-1-5-1-3-2-4). Indien de inrichters dit toelaten kunnen er doublés gebold worden. Dit zijn twee gaaien die met één bol omver gegooid worden. De punten van elke speler kunnen ofwel per speler ofwel per ploeg van vijf deelnemers worden opgeteld. De speler of ploeg met het hoogste aantal punten is de winnaar. Omdat van op een grote afstand gerold wordt, is een snelle en krachtige zwaai noodzakelijk.

## Trefpunt
Deze sport wordt onder andere beoefend bij het Gaaiboldersverbond van Maldegem. Deze club is lid van Vlas, de vzw Vlaamse Traditionele Sporten.
Ook in Ieper is er een Koninklijke Gaaiboldermaatschappij (KWB St. Maartens).